# Mots cachés

Mots cachés en anglais

Les mots mystères ou mots mêlés sont un jeu qui consiste à trouver une liste de mots dans une grille remplie de lettres. Ce jeu a été inventé par Jean-Claude Langlois. Les mots peuvent être trouvés horizontalement, verticalement, en oblique, à l'endroit ou à l'envers. Ils peuvent s'entrecouper et une même lettre peut faire partie de plusieurs mots de la grille. À la fin du jeu, lorsque tous les mots de la liste ont été trouvés, il demeure des lettres libres dans la grille. Ces lettres, remises dans le bon ordre, constituent les mots cachés ou le mot mystère.